# Ахмедов Ага Мірза Мірза Алі огли
Ага Мірза Мірза Алі огли Ахмедов (1905, село Ангехаран Шемахинського повіту Бакинської губернії, тепер Шамахинський район, Азербайджан — 12 травня 1964, місто Баку, тепер Азербайджан) — азербайджанський радянський діяч, 1-й секретар Кіровабадського міського комітету КП(б) Азербайджану, голова Бакинського міськвиконкому, голова Верховної ради Азербайджанської РСР. Депутат Верховної ради Азербайджанської РСР 2—5-го скликань. Депутат Верховної ради СРСР 3-го скликання.

## Життєпис
Народився в бідній селянській родині.
У 1925—1929 роках — слухач Бакинської школи радянського та партійного будівництва.
Член ВКП(б) з 1928 року.
У 1932—1934 роках — слухач Бакинського інституту марксизму-ленінізму.
У 1934—1939 роках — заступник начальника політичного відділу Моллакендської машинно-тракторної станції Кюрдамирського району Азербайджанської РСР; секретар Ленкоранського районного комітету КП(б) Азербайджану; секретар Зангеланського районного комітету КП(б) Азербайджану; секретар Шамхорського районного комітету КП(б) Азербайджану.
У 1939—1941 роках — слухач Вищої школи партійних організаторів при ЦК ВКП(б).
У 1941 році — 1-й секретар Алі-Байрамлінського районного комітету КП(б) Азербайджану.
У 1941—1943 роках — заступник начальника політичного відділу Закавказької залізниці.
У 1943—1944 роках — 2-й секретар Нахічеванського обласного комітету КП(б) Азербайджану.
У 1944—1949 роках — завідувач транспортного відділу Бакинського міського комітету КП(б) Азербайджану; на партійній роботі в Нахічеванській АРСР; 1-й секретар Кубинського районного комітету КП(б) Азербайджану.
У вересні 1949 — 1951 року — 1-й секретар Кіровабадського міського комітету КП(б) Азербайджану.
26 березня 1951 — 18 квітня 1953 року — голова Верховної ради Азербайджанської РСР.
У квітні 1952 — квітні 1953 року — заступник голови виконавчого комітету Бакинської обласної ради депутатів трудящих.
У 1953—1954 роках — в апараті Ради міністрів Азербайджанської РСР.
У 1954—1956 роках — заступник голови виконавчого комітету Бакинської міської ради депутатів трудящих.
У 1956 — січні 1959 року — голова виконавчого комітету Бакинської міської ради депутатів трудящих.
21 січня 1959 — 12 серпня 1963 року — міністр торгівлі Азербайджанської РСР.
У 1963—1964 роках — начальник Головного управління Ради міністрів Азербайджанської РСР.
Помер 12 травня 1964 року в місті Баку. Похований на Алеї почесних поховань в Баку.

## Нагороди
- орден Вітчизняної війни ІІ ст.
- два ордени Трудового Червоного Прапора (25.02.1946,)
- орден «Знак Пошани»
- медалі